# Volynien (film)
Volynien (polska: Wołyń) (svensk officiell titel: Ondskans Tid) är en polsk krigsdramafilm från 2016 i regi av Wojciech Smarzowski baserad på historien "Nienawiść" (svenska: "Hat") av författaren Stanisław Srokowski.
Filmen utspelar sig i Volhynien under åren 1942–43 och handlar om den polska kvinnan Zosia Głowacka och den ukrainska mannen Petro som bor i samma by och vill gifta sig, och vilka reaktioner det väcker.

## Historisk bakgrund
Volhynien är ett polsk-ukrainskt gränsområde som under andra världskriget var ockuperat av Nazityskland och Sovjetunionen. I kampen för ett fritt Ukraina massmördade den nationalistiska gerillagruppen UPA, den militära delen av Organisationen för ukrainska nationalister över 100 000 polacker. Som hämnd massmördade den underjordiska polska motståndsrörelsen Armia Krajowa närmare 18 000 ukrainare. Händelsen utgör alltjämt ett svårt trauma i relationerna mellan de båda länderna. Samma år som filmen kom beslöt Polens parlament att massakern på polacker i Volynien av ukrainska nationalister 1943 ska betecknas som folkmord.